# William George Maxwell
Sir (William) George Maxwell KBE, CMG (* 9. Juni 1871 in Melakka; † 22. August 1959 in Shoreham, Sussex, England) war ein britischer Kolonialbeamter in British Malaya und den Straits Settlements. George Maxwell war der älteste Sohn von William Edward Maxwell, der die Position des Hochkommissars in Malaya und Gouverneur der Straits Settlements innehatte.

## Leben
William George Maxwell wurde am 9. Juni 1871 als ältester von sechs Söhnen von Gouverneur William Edward Maxwell und Lillias Grant, geb. Aberigh-Mackay geboren; wahrscheinlich in Melakka. Im Alter von 11 Jahren wurde ihm die Medaille des Königlichen Tierschutzbundes verliehen, als er ein ertrinkendes Tier aus dem Hafen von Guernsey rettete. Von 1885 bis 1890 studierte er am Clifton College in Bristol.
George Maxwell trat 1891 als Nachwuchsbeamter in den Dienst der Regierung von Perak. Er stieg zum Assistant District Magistrate und Registrar of Courts in Kinta Valley in Perak auf. Außerdem war er Assistant Secretary der Regierung von Perak, Steuerbeamter in Larut, Grundbuchbeamter und Chef der Bergaufsicht in Nordperak und amtierender Verwaltungschef für Selangor, Negeri Sembilan und Perak.
Am 23. August 1902 heiratete er (Florence) Evelyn Stevenson; das Paar hatte zwei Söhne.
1904 wurde er als Verwaltungsbeamter in die Straits Settlements versetzt und war amtierender Schiedsmann am Court of Requests in Singapur.
Ein Teilzeitstudium in Jura und diverse Posten als Magistrat in Malaya eröffneten ihm den Weg zu seiner Zulassung als Rechtsanwalt im Jahr 1906. Im gleichen Jahr bekam er den Posten als district officer von Dinding, dem heutigen Pulau Pangkor und Solicitor General für Thailand. Am 9. Juli 1909 wurde Kedah infolge des von Großbritannien und Thailand ratifizierten Anglo-Siamesischen Vertrags von 1909 Teil des British Empire. Maxwell wurde zum Britischen Berater für Kedah (British Adviser for Kedah) ernannt und bekleidete dieses Amt von 1909 bis 1915 und ein zweites Mal von 1918 bis 1919. Er war in den Jahren 1919 bis 1921 auch der Britische Resident von Perak und von 1921 bis 1926 Chief Secretary der Federated Malay States.
Georg Maxwell starb am 22. August 1959 an Herzversagen im Southlands Hospital, Shoreham, Sussex.

## Lebenswerk und Ehrungen
Am 29. November 1929 eröffnete Maxwell das Sultan Idris Training College in Perak und machte es zur höchsten Bildungsinstitution jener Zeit, die ausschließlich Malaien vorbehalten war. An sein Engagement für die Bildung der Malaien erinnert noch heute die nach ihm benannte SMK Maxwell (Abk. (malaysisch) für Sekolah Menengah Kebangsaan Maxwell; deutsch: Maxwell-Schule) in Kuala Lumpur und der "Maxwell Hill" in Taiping. 1924 wurde er als Knight Commander in den Order of the British Empire aufgenommen und durfte fortan den Titel "Sir" führen.